# Stictochironomus translucens
Stictochironomus translucens är en tvåvingeart som först beskrevs av Oskar Augustus Johannsen 1932.  Stictochironomus translucens ingår i släktet Stictochironomus och familjen fjädermyggor. Inga underarter finns listade i Catalogue of Life.